# The Nightwatchman
The Nightwatchman è un progetto solista del musicista e cantautore statunitense Tom Morello, conosciuto come membro delle band Rage Against the Machine, Street Sweeper Social Club e Audioslave.
Morello ha iniziato ad adottare lo pseudonimo The Nightwatchman nel 2003.

## Discografia
Album in studio
- 2007 - One Man Revolution
- 2008 - The Fabled City
- 2011 - World Wide Rebel Songs

Album live
- 2009 - Live at Lime

EP
- 2011 - Union Town